# شيت (نسيج)

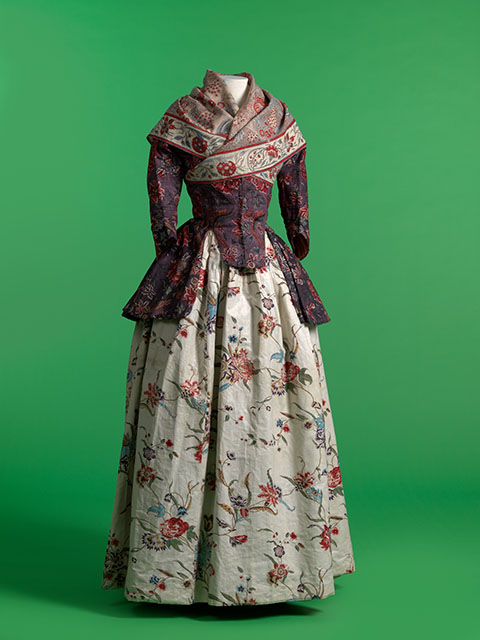
سترة شيت ومنديل للرقبة مع ثوب نسائي من القطن المطبوع المزجج. 1770-1800. في متحف الأزياء بأنتوِرب.

الشِّيت نسيج طباعة خشبية مطبوع أو مطلي أو ملون أو مزجج بالقوالب الخشبية نشأ في قطب شاهي (حيدر أباد حاليًا بالهند) في القرن السادس عشر. القماش مطبوع بتصميمات تضم أزهارًا وأنماطًا أخرى بألوان مختلفة على خلفية فاتحة وواضحة.

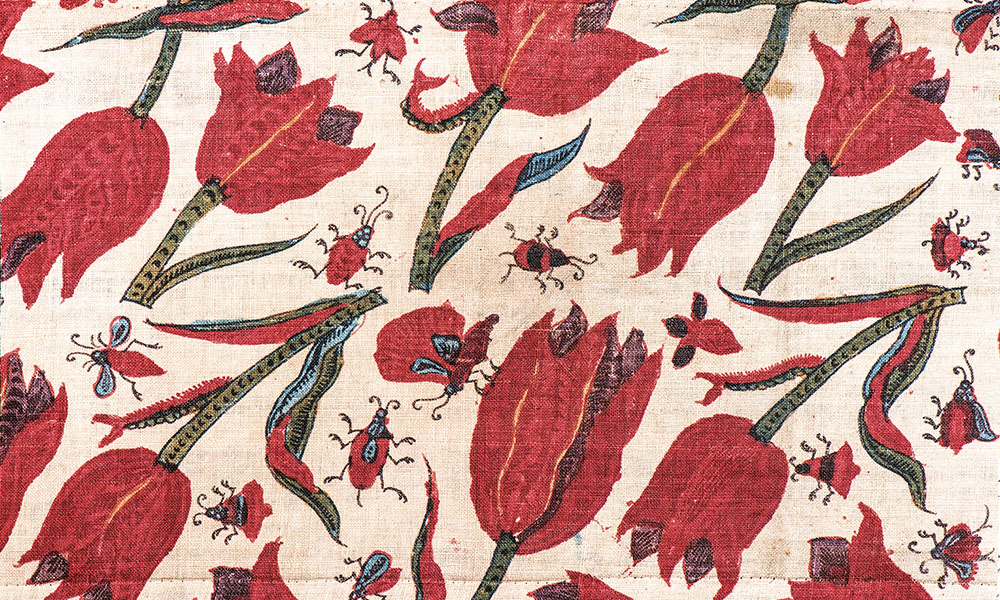
جزء شيت من زهور الأقحوان والحشرات (يقال أنه وجد في اليابان) ، ساحل كُرُمَنديل ، الهند ، ج. 1700 - 1730

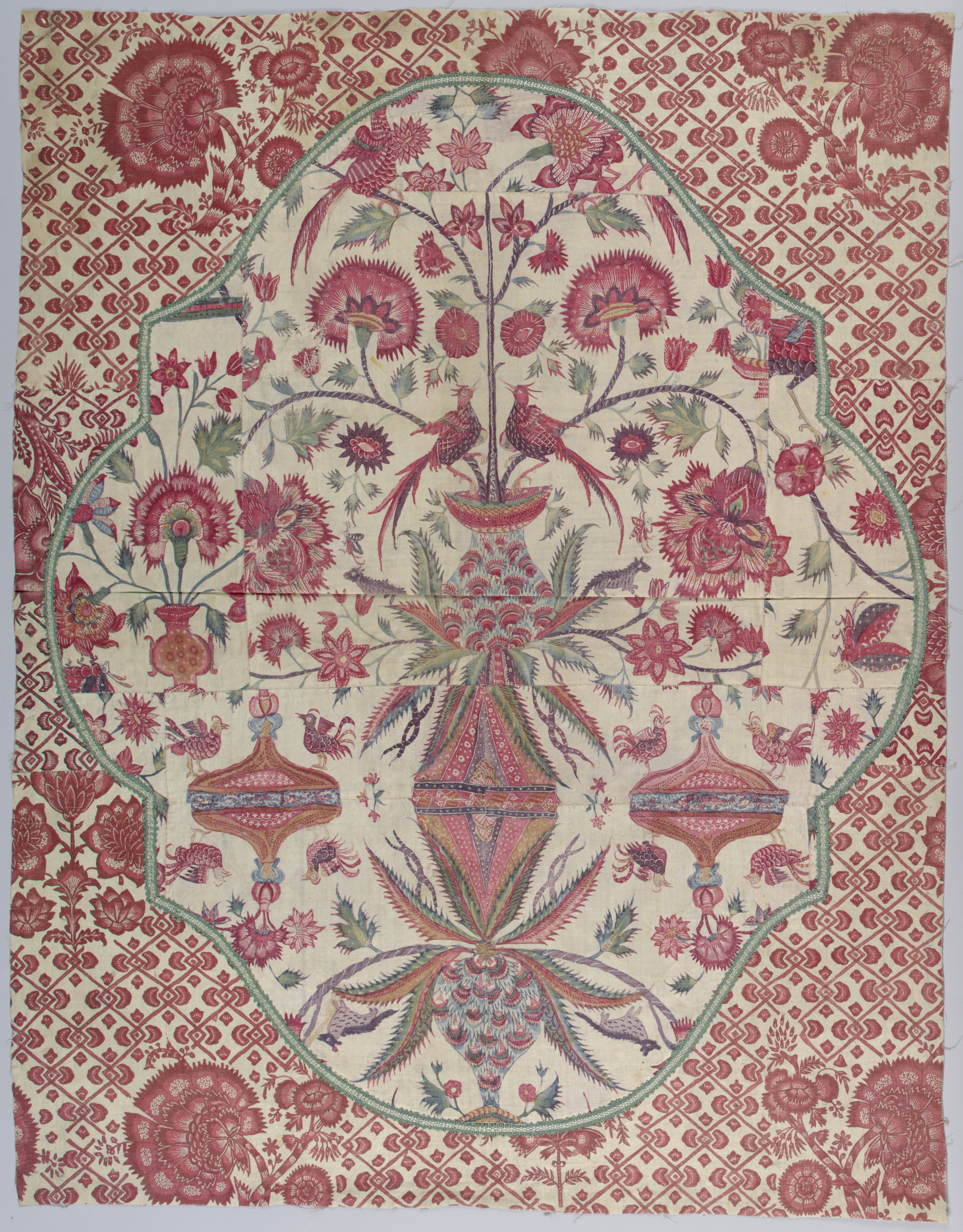
لوحة شيت (الهند) في القرن الثامن عشر. خرطوش على شكل مقسم من بلمبور. خلفية حمراء وبيضاء الشيت. استخدمت جديلة خضراء وبيضاء لتحديد الحواف.

## معرض الصور

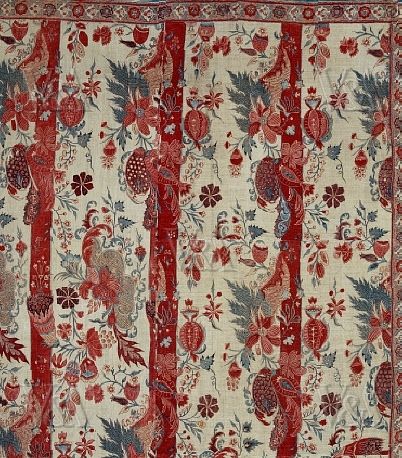
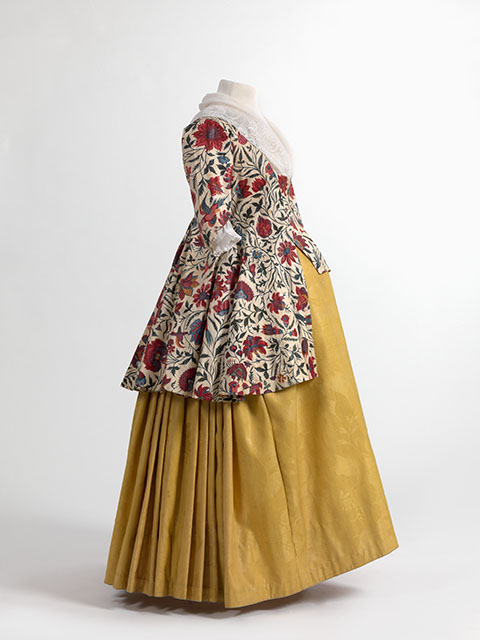
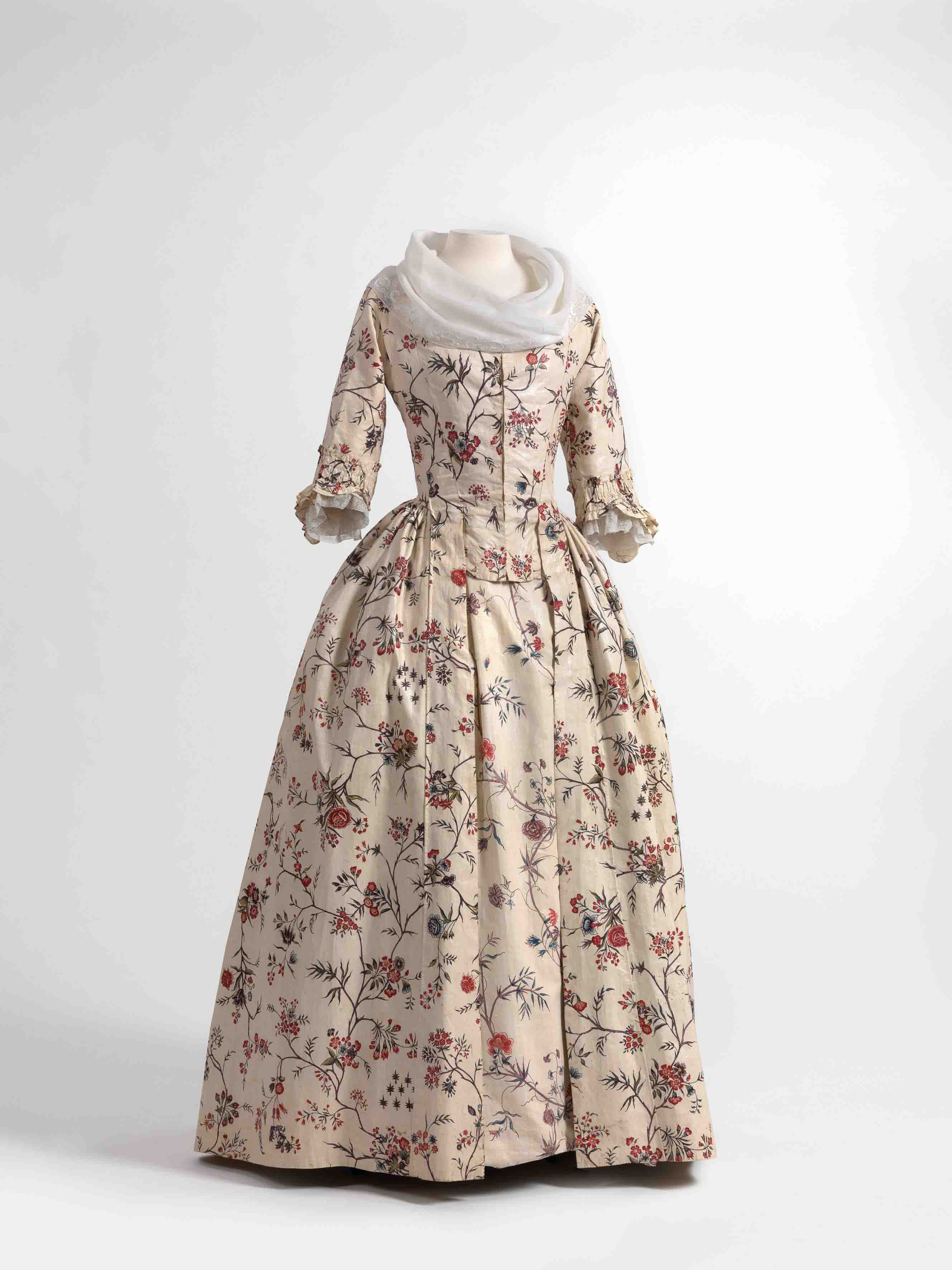
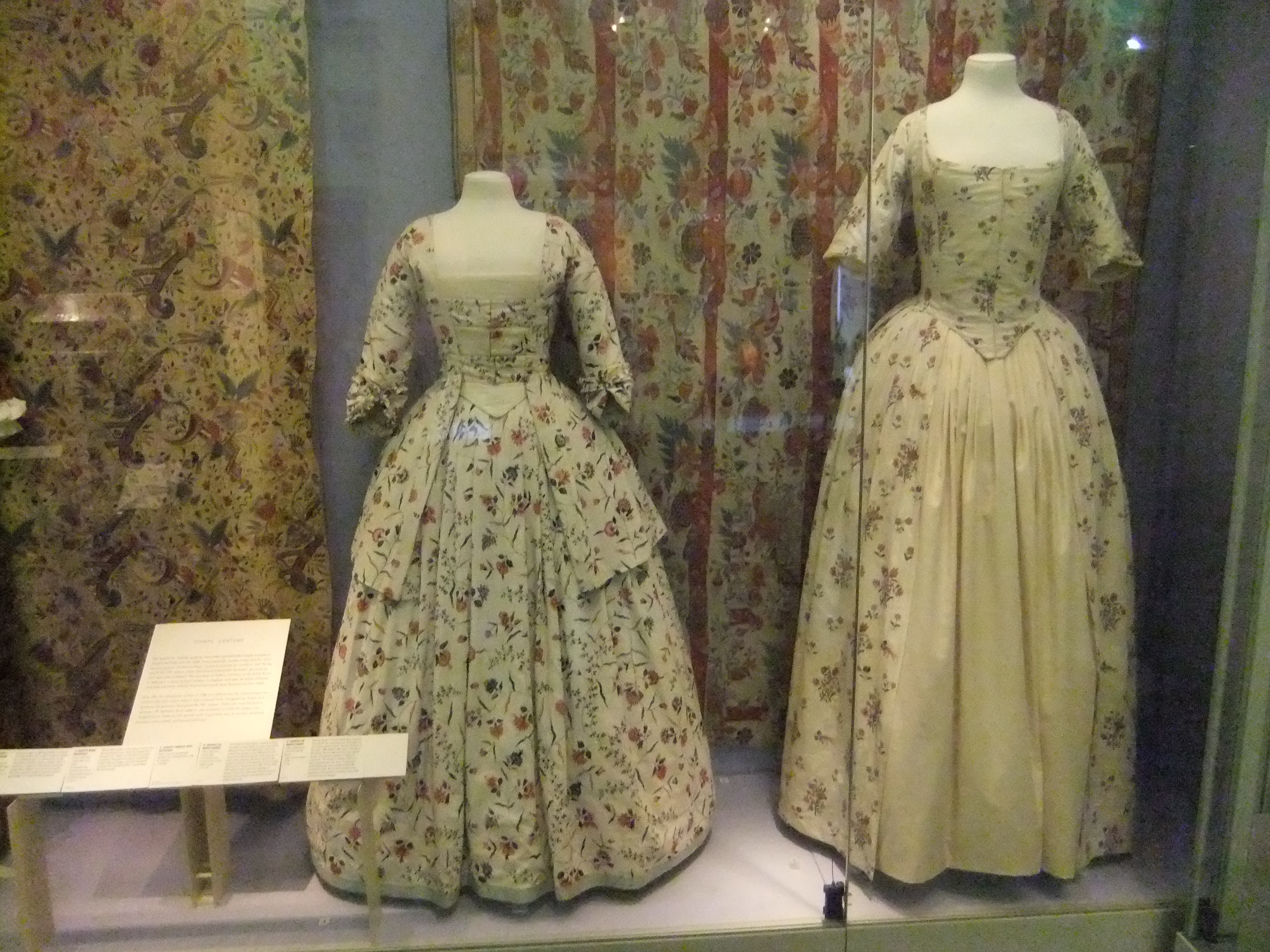
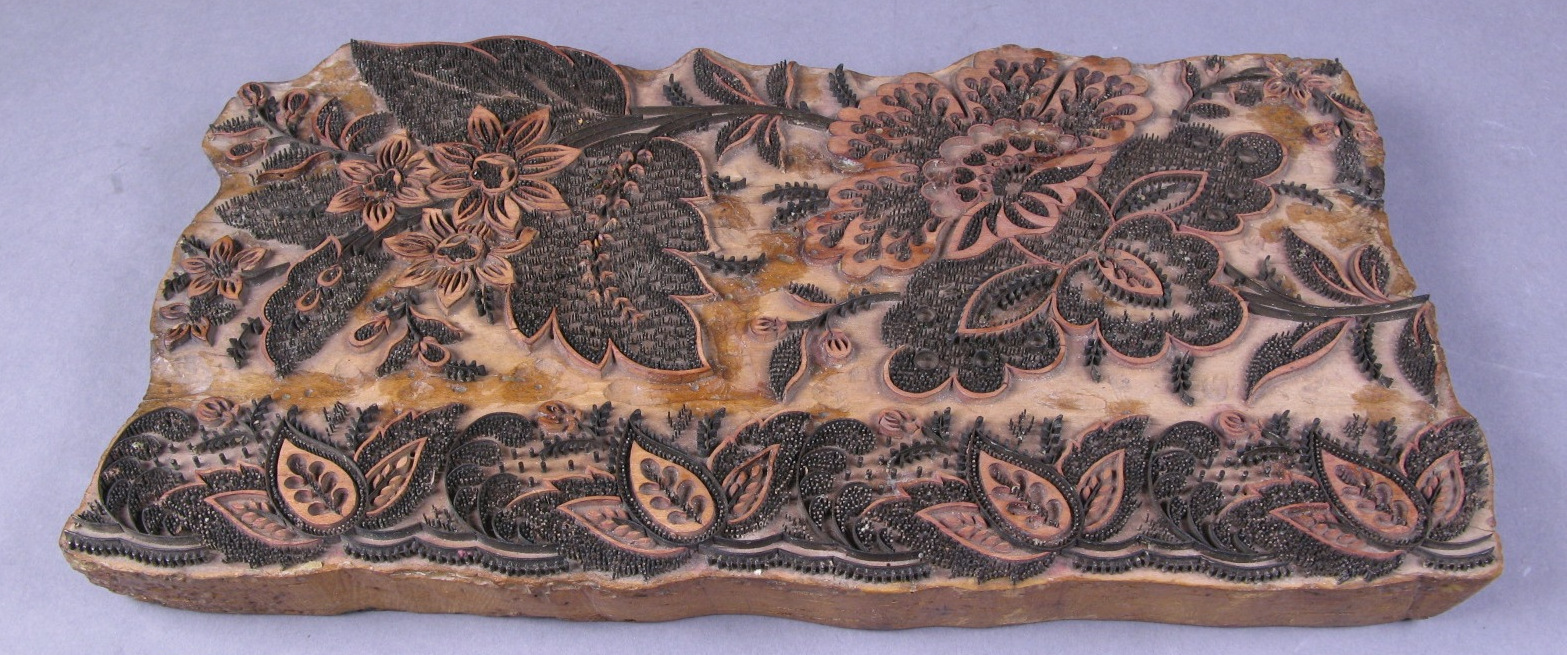
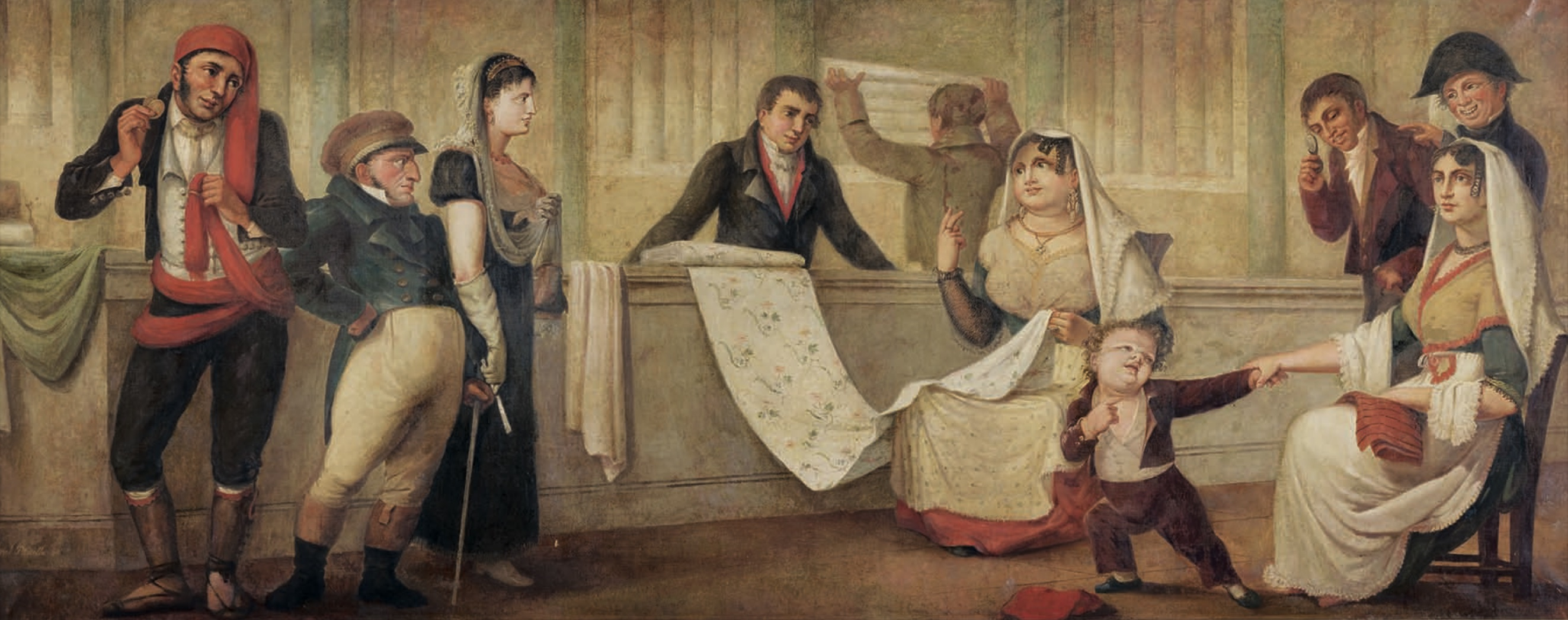